# Sindrome di Galápagos
La sindrome di Galápagos (ガラパゴス化, Garapagosu-ka) è un termine tecnico specialistico dell'economia aziendale di origine giapponese che indica quei prodotti, servizi e persino processi che si sono sviluppati isolatamente su un singolo mercato o cultura, diversificandosi dal resto del mondo. Il termine è stato usato per la prima volta dal professor Takeshi Natsuno dell'Università Keio di Tokyo:
(Takeshi Natsuno)
Il termine è quindi usato in analogia a L'origine delle specie di Charles Darwin. Darwin osservò nelle Galápagos flora e fauna, che avevano subito cambiamenti evolutivi indipendentemente dalla terraferma. Questo fenomeno è stato la chiave per lo sviluppo della teoria evoluzionistica. Darwin affermò che, a causa delle differenze ambientali tra un'isola e l'altra, le specie si adattavano per rendere la sopravvivenza più praticabile nell'ambiente locale di ogni isola. Similmente, uno sviluppo delle merci "in relativo isolamento dal resto del mondo a causa di un'attenzione al mercato locale" può portare alla diversificazione dei prodotti. In origine, la locuzione "sindrome di Galápagos" è stato coniato per riferirsi ai telefoni cellulari 3G giapponesi, che hanno sviluppato un gran numero di funzionalità che sono state adottate nel mercato giapponese, ma che non hanno avuto successo all'estero.